# Heinz-Peter Tjaden
Heinz-Peter Tjaden (* 1949 in Wilhelmshaven) ist ein deutscher Redakteur und Schriftsteller.

## Leben
Tjaden absolvierte von 1967 bis 1969  eine Lehre als Industriekaufmann bei den Olympia-Werken in Roffhausen. Nach dem Abitur studierte er Volkswirtschaftslehre und bei Elisabeth Noelle-Neumann Publizistik in Mainz. Er absolvierte sein Redaktionsvolontariat bei einem Fachzeitschriften-Verlag in Isernhagen bei Hannover, beim Burgdorfer Kreisblatt und bei der Hamburger Nachrichtenagentur „Nordpress“ von Oktober 1979 bis Dezember 1980. Danach arbeitete er als Chefredakteur von Fachzeitschriften wie „Straßen- und Tiefbau“, „Motortipp“, „Feder und Tinte“ und als Kulturredakteur bei „Nordpress“. 1984 und 1985 war er Lokalredakteur in Burgdorf, 1986 freier Mitarbeiter der Bild-Zeitung, von 1989 bis 2003 einer Wochenzeitung in Burgdorf und 2004 Chefredakteur der Wilhelmshavener Wochenzeitung „2sechs3acht4“.
Heinz-Peter Tjaden schreibt ironische Erzählungen und Sachbücher. Von ihm stammen das Mathematik-Bilderbuch Wenn Zahlen Streit bekommen und Zerstreutes Wohnen – Ratgeber für alle ab 70. In Satiren widmet er sich auch prominenten Persönlichkeiten.
Einige seiner Beiträge führten zu juristischen Auseinandersetzungen, beispielsweise mit dem damaligen Wilhelmshavener Oberbürgermeister Eberhard Menzel wegen eines fiktiven Interviews, mit den Zeugen Jehovas und mit einem Ratsherrn aus Wilhelmshaven. Seine Beiträge veranlassten aber auch Printmedien zu eigenen Recherchen.
Tjaden lebt auf Madeira und ist dort als Blogger aktiv.

## Werke (Auswahl)
- Augenblicke. Werkkreis Literatur der Arbeitswelt, Hannover 1983.
- Streichelnde Worte. Hutters, Wickede (Ruhr) 1986, ISBN 3-88877-061-0.